# Wolja (Kowel)
Wolja (ukrainisch Воля; russisch Воля Wolja, polnisch Niesuchojeże) ist ein Dorf im Zentrum der ukrainischen Oblast Wolyn mit 300 Einwohnern (2001).
Der Ort liegt am Ostufer des Flusses Turija im Rajon Kowel der Oblast Wolyn, etwa 19 Kilometer nordöstlich der Rajonshauptstadt Kowel und 78 Kilometer nordwestlich der Oblasthauptstadt Luzk. Nordöstlich des Ortszentrums in Tojkut befindet sich die Bahnstation Nessuchoijische (Несухоїже) an der Bahnstrecke Kowel–Kamin-Kaschyrskyj.

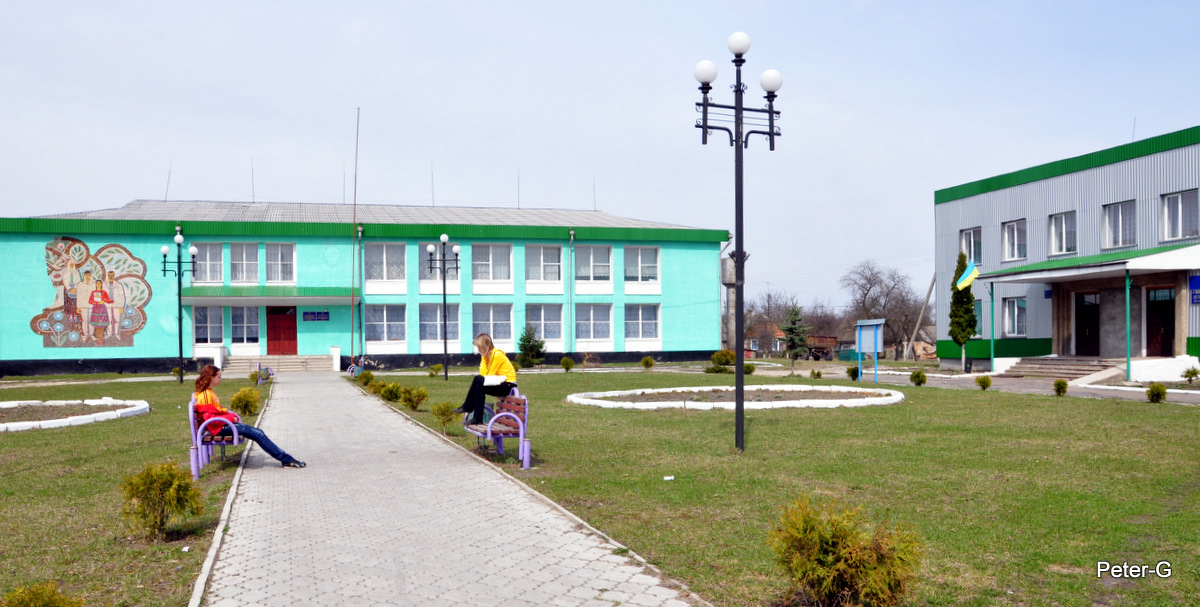
Verwaltungszentrum im Ort

Am 12. Juni 2020 wurde das Dorf ein Teil neu gegründeten Stadtgemeinde Kowel; bis dahin war das Dorf ein Teil der Landratsgemeinde Tojkut (Тойкут) im Nordosten des Rajons Kowel.

## Geschichte
Der Ort wurde im 16. Jahrhundert zum ersten Mal schriftlich erwähnt und gehörte unter seinem polnischen Namen Niesuchojeże bis 1795 zur Adelsrepublik Polen (in der Woiwodschaft Wolhynien). Mit den Teilungen Polens fiel der Ort an das Russische Reich und lag dort bis zum Ende des Ersten Weltkriegs im Gouvernement Wolhynien.
Nach dem Ersten Weltkrieg kam der Ort zu Polen (in die Woiwodschaft Wolhynien, Powiat Kowel, Gmina Niesuchojeże). Im Zweiten Weltkrieg wurde er zwischen 1939 und 1941 von der Sowjetunion besetzt. Nach dem Überfall auf die Sowjetunion im Juni 1941 wurde er bis 1944 von Deutschland besetzt, dies gliederte den Ort in das Reichskommissariat Ukraine in den Generalbezirk Brest-Litowsk/Wolhynien-Podolien, Kreisgebiet Kowel.
Nach dem Krieg wurde der Ort der Sowjetunion zugeschlagen und der Ort in Wolja umbenannt. Dort kam das Dorf zur Ukrainischen SSR und seit 1991 ist es ein Teil der unabhängigen Ukraine.
Bis 1939 gab es eine große jüdische Gemeinde im Ort, dieser wurde jiddisch Neschchis genannt.